# Gideon Decker Robertson
Pour les articles homonymes, voir Robertson.
Gideon Decker Robertson (26 août 1874-5 août 1933) est un homme politique canadien de l'Ontario. Il est sénateur fédéral conservateur de la division sénatoriale ontarienne de Leeds de 1911 à 1921.

## Biographie
Né dans le Comté de Welland (en) en Ontario, Robertson devient télégraphiste de profession et entretien des liens avec les Conservateurs à travers le mouvement ouvrier. En janvier 1917, il est nommé au Sénat du Canada dans le caucus conservateur afin d'assurer une représentation pendant la Première Guerre mondiale. Lorsque le premier ministre Robert Borden forme un gouvernement de guerre unioniste afin de créer une coalition d'union nationale, Robertson est nommé ministre sans portefeuille malgré son absence de siège à la Chambre des communes et pour représenter les organisations de travailleurs.

## Grève générale de Winnipeg
Devenu ministre du Travail en novembre 1918, Robertson occupe se poste lors de la grève générale de Winnipeg de 1919. Au commencement de la grève, Robertson et le ministre de l'Intérieur, Arthur Meighen, se déplacent à Winnipeg afin de rencontrer le Citizens' Committee of 1000 formé de plusieurs hommes d'affaires et professionnels locaux. Cependant, il refuse de rencontrer le Comité central de grève pour entendre leurs revendications.
À la suite de cet évènement, Robertson ordonne au fonctionnaires fédéraux de retourner au travail sous peine de perdre leur emploi.
Le 17 juin, il ordonne l'arrestation d'une douzaine de chefs de grève, dont celle de J. S. Woodsworth. Robertson supporte aussi la décision gouvernementale de procéder à l'envoie de la Police montée du Nord-Ouest pour écraser la grève. Cet évènement est connu sous le nom de Bloody Saturday.
En raison de son rôle dans la grève, Robertson s'attire les inimitiés de la gauche et du mouvement ouvrier. Malgré ses antécédents avant de devenir sénateur, il n'était pas considéré comme un interlocuteur valable par les représentants de la classe ouvrière.

## Ministre du Travail
Robertson demeure en poste lorsque Arthur Meighen devient premier ministre et conserve cette position jusqu'à la défaite conservatrice à la suite des élections de 1921.
Robertson redevient ministre du Travail dans le cabinet du premier ministre Richard Bedford Bennett à la suite de l'élection de 1930. Toutefois, il demeure impopulaire auprès des électeurs.
Lors d'une visite à Winnipeg en 1932, six mille travailleurs le rencontre à la gare avec le slogan A Faker Comes to Town (Un imposteur arrive en ville). Il démissionne du ministère en février et meurt l'année suivant.